# Maßstab (Verhältnis)

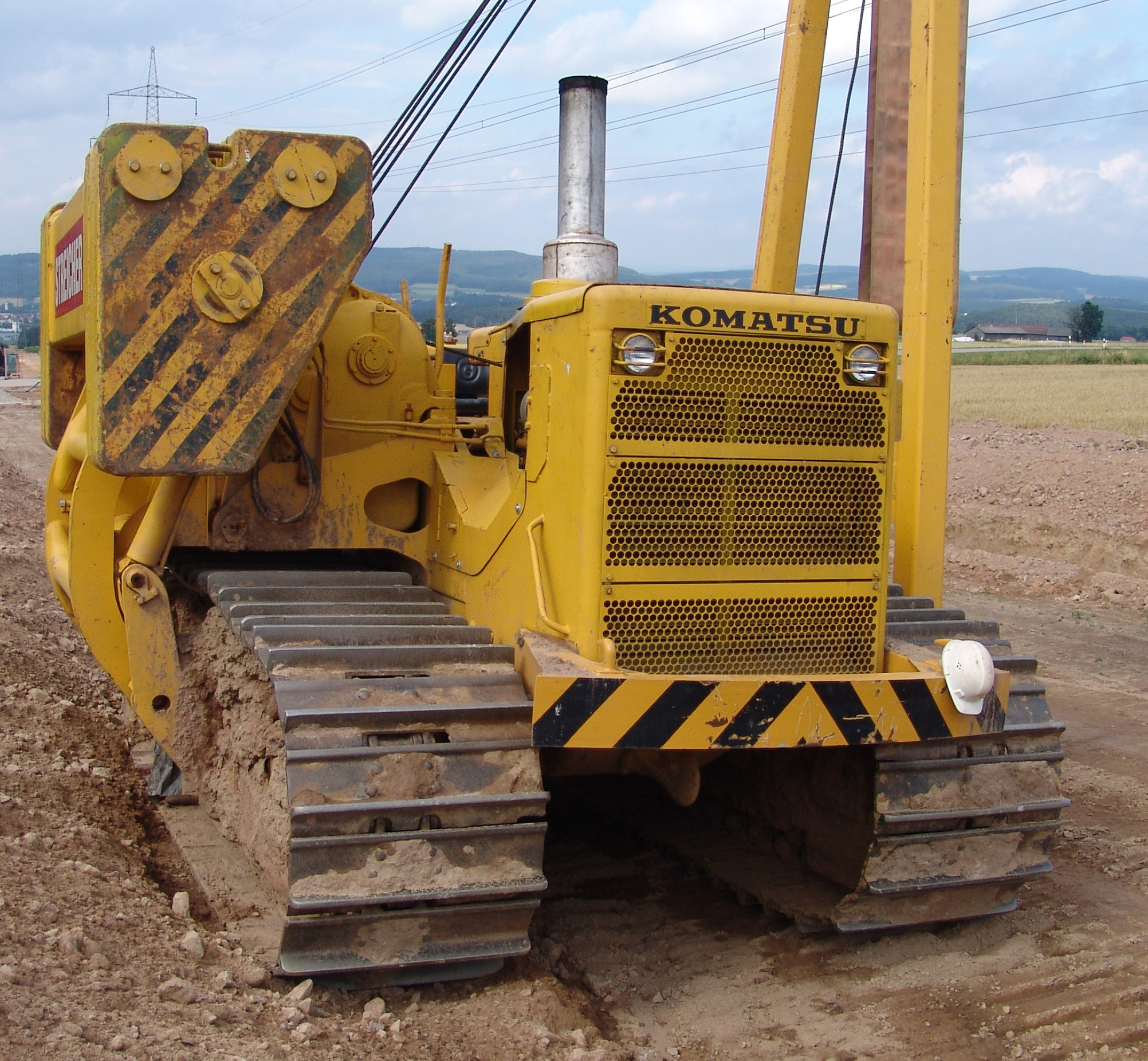
Der weiße Schutzhelm (rechts) dient dem Betrachter als Maßstab und verrät die gewaltige Größe der Baumaschine.

Als Maßstab bezeichnet man in der Technik, Fotografie, Kartografie und Modellbau das Verhältnis zwischen der abgebildeten Größe (zum Beispiel Streckenlänge) und der entsprechenden Größe in der Wirklichkeit.

## Vergrößerungen
In manchen Bereichen (Maschinenbau, Elektronik, Makrofotografie) werden nicht nur Verkleinerungen, sondern auch Vergrößerungen durch die Angabe eines Maßstabs definiert. Hier bedeutet zum Beispiel ein Maßstab von 2:1, dass die Konstruktionszeichnung oder das Makrofoto zweimal so groß ist wie die Wirklichkeit.

## Maßstabstreue und Maßstabsfaktor
Maßstabsgetreu oder maßstäblich ist eine Abbildung oder ein Modell, wenn in der Darstellung jede beliebige Strecke zur entsprechenden Länge im Original dasselbe Verhältnis ergibt. Die Toleranz bei Grafiken entspricht dabei der üblichen Zeichengenauigkeit von 0,2 mm. Unmaßstäblich ist zum Beispiel ein Foto oder eine Handskizze. Maßstäblich bezeichnet im technischen Sprachgebrauch meist eine weniger exakte Darstellung als eine, die „maßstabsgerecht“ ist.
In der Geodäsie behandelt man geringfügige Unterschiede im Maßstab von Vermessungsnetzen oder Erdmodellen oft in Form eines mathematischen Maßstabsfaktors (meist als µ bezeichnet). Da er immer sehr nahe beim Wert 1 liegt, wird er oft als µ = 1 + m angesetzt und der sehr kleine Wert m als Maßstabskorrektur bezeichnet.

## Architektur
In der Architektur werden Pläne in einem Maßstabsbereich von 1:10 (Details) bis 1:1000 (Übersichten, Außenplanungen, Lagepläne) eingesetzt. Manche Details werden aber auch im Maßstab 1:1 bis 1:5 oder in äußerst seltenen Fällen sogar gegenüber der Realität vergrößert gezeichnet.
In technischen Zeichnungen gibt ISO 5455 Vorschläge für Verkleinerungen und Vergrößerungen.